# Liste des États américains par nombre de meurtres par année

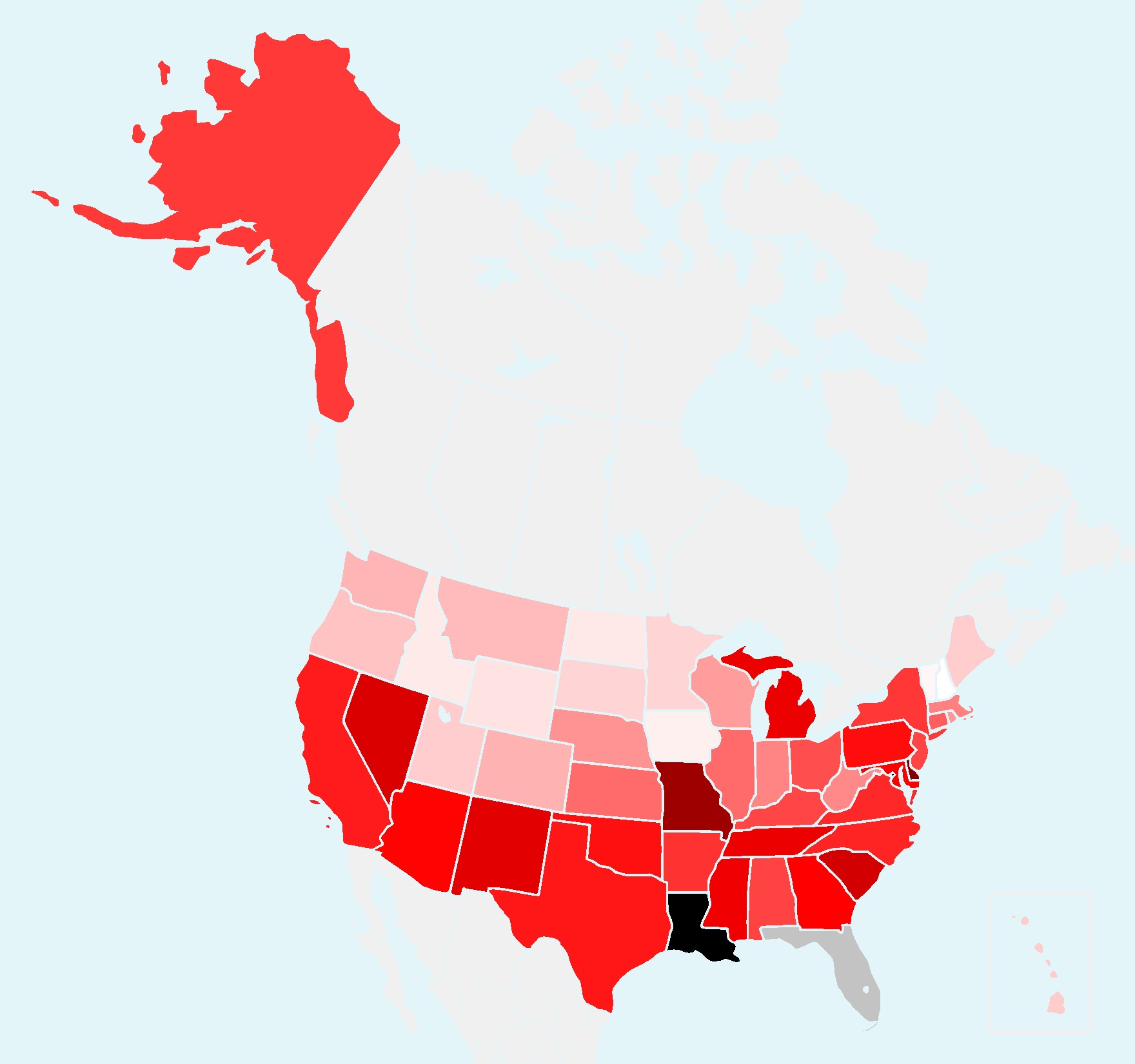
Proportion de meurtres par habitant dans les États américains.

Cet article présente les derniers chiffres concernant le nombre de meurtres perpétrés dans chacun des cinquante États des États-Unis (plus le District de Columbia).
Les données proviennent du Federal Bureau of Investigation (FBI), et ont été utilisées pour rédiger l'article « Gun crime statistics by US state: latest data » publié sur le site internet du journal britannique The Guardian le 27 septembre 2011.
Remarque: La capitale des États-Unis, Washington DC, n'est pas réellement considérée comme un État en tant que tel. Malgré tout, elle est mise dans ce tableau sous terme d'État.
| Rang | État                 | Meurtres / 100 000 h. | Par arme à feu / 100 000 h. |
| ---- | -------------------- | --------------------- | --------------------------- |
| 1    | Washington DC        | 21,17                 | 16,00                       |
| 2    | Louisiane            | 9,65                  | 7,75                        |
| 3    | Maryland             | 7,40                  | 5,11                        |
| 4    | Missouri             | 6,97                  | 5,34                        |
| 5    | Caroline du Sud      | 6,09                  | 4,50                        |
| 6    | Nevada               | 5,94                  | 3,16                        |
| 7    | Nouveau-Mexique      | 5,79                  | 3,29                        |
| 8    | Tennessee            | 5,62                  | 3,46                        |
| 9    | Michigan             | 5,62                  | 4,16                        |
| 10   | Mississippi          | 5,57                  | 4,05                        |
| 11   | Delaware             | 5,38                  | 4,26                        |
| 12   | Géorgie              | 5,31                  | 3,79                        |
| 13   | Arizona              | 5,26                  | 3,47                        |
| 14   | Pennsylvanie         | 5,12                  | 3,62                        |
| 15   | Oklahoma             | 5,05                  | 2,98                        |
| 16   | Texas                | 4,94                  | 3,19                        |
| 17   | Californie           | 4,86                  | 3,37                        |
| 18   | Caroline du Nord     | 4,70                  | 3,02                        |
| 19   | Virginie             | 4,63                  | 3,14                        |
| 20   | Arkansas             | 4,47                  | 3,20                        |
| 21   | New York             | 4,39                  | 2,64                        |
| 22   | Alaska               | 4,37                  | 2,68                        |
| 23   | Alabama              | 4,20                  | 2,85                        |
| 24   | New Jersey           | 4,16                  | 2,82                        |
| 25   | Kentucky             | 4,14                  | 2,67                        |
| 26   | Ohio                 | 3,99                  | 2,69                        |
| 27   | Connecticut          | 3,71                  | 2,75                        |
| 28   | Kansas               | 3,52                  | 2,22                        |
| 29   | Illinois             | 3,50                  | 2,81                        |
| 30   | Massachusetts        | 3,15                  | 1,78                        |
| 31   | Indiana              | 3,07                  | 2,20                        |
| 32   | Virginie-Occidentale | 3,01                  | 1,48                        |
| 33   | Nebraska             | 2,82                  | 1,77                        |
| 34   | Rhode Island         | 2,74                  | 1,51                        |
| 35   | Wisconsin            | 2,66                  | 1,71                        |
| 36   | Colorado             | 2,30                  | 1,28                        |
| 37   | Washington           | 2,24                  | 1,38                        |
| 38   | Montana              | 2,14                  | 1,22                        |
| 39   | Oregon               | 2,02                  | 0,93                        |
| 40   | Hawaï                | 1,85                  | 0,54                        |
| 41   | Utah                 | 1,84                  | 0,78                        |
| 42   | Maine                | 1,83                  | 0,84                        |
| 43   | Minnesota            | 1,72                  | 1,00                        |
| 44   | Dakota du Sud        | 1,72                  | 0,98                        |
| 45   | Wyoming              | 1,46                  | 0,91                        |
| 46   | Dakota du Nord       | 1,37                  | 0,61                        |
| 47   | Idaho                | 1,35                  | 0,77                        |
| 48   | Iowa                 | 1,25                  | 0,69                        |
| 49   | Vermont              | 1,12                  | 0,32                        |
| 50   | New Hampshire        | 0,99                  | 0,38                        |
| -    | Floride              | NC                    | NC                          |